# Charlie Bauerfeind
Charlie Bauerfeind, nascido Karl Rudolf Bauerfeind (Erlangen, Alemanha, 30 de maio de 1963) é um baterista, engenheiro e produtor musical conhecido por trabalhar com bandas de heavy metal como Angra, Blind Guardian, Hammerfall, Helloween, Viper entre outras.

## Biografia
Antes de se interessar pela produção musical, Charlie Bauerfeind estudou piano clássico e bateria com professores particulares. Entre 1980 e 1986 trabalhou como baterista em diversas bandas da Alemanha. Durante esse período ele também participou da gravação e pré-produção de demos de bandas locais.
Estudou música, produção e engenharia de áudio no Berklee College of Music em Boston, EUA entre 1987 e 1989. Trabalha profissionalmente como produtor desde que terminou o curso.

## Trabalhos

### Produção

#### Angra
- Angels Cry (CD) – 1993
- Holy Land (CD) – 1995/1996
- Freedom Call (EP) – 1996
- Holy Live (EP) – 1997

#### Blind Guardian
- Nightfall in Middle-Earth (CD) - 1997/1998

Fez a mixagem da faixa "Mirror, Mirror"
- A Night at the Opera (CD) - 2000/2001

#### Gamma Ray
- Insanity and Genius (CD) - 1993
- Land of the Free (CD) - 1994/1995
- Somewhere Out in Space (CD) - 1997

#### Hammerfall
- Hearts on Fire (single) - 2002
- Crimson Thunder (CD) - 2002

#### Helloween
- The Dark Ride - 2000
- Treasure Chest -  2002
- Rabbit Don't Come Easy - 2003
- Keeper of the Seven Keys - The Legacy - 2005
- Gambling with the Devil - 2007
- Unarmed (2009)
- 7 Sinners (2010)
- Straight Out of Hell (2013)
- My God-given Right (2015)

#### Viper
- Evolution (CD) - 1992
- Vipera Sapiens (EP) - 1992